# (612549) 2003 HG57
2003 HG57, também escrito como 2003 HG57, é um objeto transnetuniano que está localizado no cinturão de Kuiper, uma região do Sistema Solar. Este corpo celeste é classificado como um cubewano. Ele possui uma magnitude absoluta de 6,5 e tem um diâmetro estimado com cerca de 156 km. Este objeto é um sistema binário, o outro componente, o S/2012 (2003 HG57) 1, possui um diâmetro também estimado em cerca de 156 km.

## Descoberta
2003 HG57 foi descoberto no dia 26 de abril de 2003, em Mauna Kea, no Havaí.

## Órbita
A órbita de 2003 HG57 tem uma excentricidade de 0,034 e possui um semieixo maior de 43.605 UA. O seu periélio leva o mesmo a uma distância de 43,808 UA em relação ao Sol e seu afélio a 45,304 UA.